# Joseph Judge
Joseph Judge, né en 1894 et décédé le 11 mars 1963, était un joueur de baseball américain.
Il joua premier but pour les Washington Senators de 1915 à 1932, puis les Dodgers de Brooklyn en 1933 et les Red Sox de Boston de 1933 à 1934. Il termina une carrière de vingt saisons dans les ligues majeures avec une moyenne au bâton de .298. 